# オレンジレッド
オレンジレッド（Orange red）とは、コキュリコットやインターナショナルオレンジに近い色で純色の一種。

## 近似色
- コキュリコット
- インターナショナルオレンジ